# Kovács Erzsébet (közgazdász)
Kovács Erzsébet (1954. december 12. –) magyar közgazdász, egyetemi tanár, az aktuáriustudomány, a biztosítás és nyugdíj, valamint a többváltozós statisztika elismert szakértője, a hazai aktuáriusképzés létrehozásának kulcsfigurája.

## Életpályája
1978-ban diplomázott a Marx Károly Közgazdaságtudományi Egyetemen gazdaság-matematika szakon. Az egyetemen 1979-ben kezdett oktatni, kezdetben Meszéna György vezetésével. 1998-ban aktuárius szakközgazdász képesítést szerzett. Egyetemi tanári kinevezését 2005-ben vette át.

1999 óta a Biztosítási Oktató és Kutató Csoport vezetője. 1994 és 2009 között az Aktuárius főszakirány, 1999 és 2024 között az Aktuárius szakközgazdász és Aktuárius szakértő posztgraduális képzések, valamint 2007 és 2024 között az Eötvös Loránd Tudományegyetemmel közös Biztosítási és pénzügyi matematika MSc képzés szakfelelőse. 2013 és 2015 között a Gazdaságinformatika Doktori Iskola vezetője. 2015 és 2019 között a Közgazdaságtudományi Kar dékánja. 2013 és 2022 között az Operációkutatás és Aktuáriustudományok Tanszék vezetője. 

2024 decembere óta az Egyetem professor emeritája.

## Tudományos tevékenysége
1981-ben dr. univ., 1991-ben kandidátusi fokozatot szerzett,  2003-ban habilitált. Kutatási területei között szerepel az öngondoskodás elemzése, a nyugdíjrendszerek modellezése, a biztosítási piac fejlettségének mérése, a többváltozós statisztikai összehasonlítások, az országkockázat mérése és a diákhitelezés kockázatelemzése. Több jelentős projektet vezetett, például a halandósági modellezéssel és biztosításmatematikai kérdésekkel kapcsolatban. 2014 óta a Biztosítás és Kockázat folyóirat alapító főszerkesztője.  Témavezetésével hét doktori hallgatója szerzett sikeresen PhD fokozatot.

## Díjak és elismerések
- Széchenyi professzori ösztöndíj (1998)
- Széchenyi István-ösztöndíj (2002)
- Az Év Oktatója (2006)
- Krekó Béla díj, Gazdaságmodellezési Társaság (2012)
- Aranyérem, Budapesti Corvinus Egyetem (2019)

## Tagságok és pozíciók
- Magyar Tudományos Akadémia Elnöksége nem akadémikus tagja (2022-től)
- Gazdaságmodellezési Társaság tagja (1989 óta), jelenleg elnöke
- Magyar Aktuárius Társaság tagja (1994 óta), minősített tagja, ügyvezetőségi tagja (2015-ig), Akkreditációs Bizottságának tagja (2016 óta)
- International Actuarial Association(en) Oktatási Bizottságának tagja (1999 és 2011 között)
- Actuarial Association of Europe(en)  Oktatási Bizottságának tagja (2011 óta)
- Budapesti Corvinus Egyetem Közgazdaságtudományi Kari Tanácsának és Szenátusának tagja (1994 és 2022 között)
- Budapesti Corvinus Egyetem, Professzori Testület elnökségi tagja (2021 óta), első évében elnöke
- Budapesti Corvinus Egyetem, Tempus/Erasmus koordinátor (1991 és 1998 között)

## Publikációk
Tudományos munkái a Magyar Tudományos Művek Tárában: 
 MTMT profilja.